# بير يوسف (بير سليمان)
بیر یوسف (بالفارسية: پیریوسف) هي قرية تقع في إيران في قسم بیر سلیمان الريفي. يقدر عدد سكانها بـ 372 نسمة بحسب إحصاء 2016.